# 高槻市立桜台小学校
高槻市立桜台小学校（たかつきしりつ さくらだいしょうがっこう）は、大阪府高槻市にある公立小学校。

## 概要
高槻市の南部に位置する。学校近くには東海道新幹線が通っている。

## 沿革
- 1969年　開校
- 1975年　高槻市立堤小学校を分離
- 1978年　新幹線防音工事がはじまる
- 2004年　高槻市立堤小学校と再統合

## 通学区域
- 高槻市 登町、西冠3丁目、下田部町2丁目、堤町、西大樋町

卒業生は基本的に高槻市立第十中学校へ進学する。

## 交通
- JR高槻駅または阪急京都線高槻市駅から、高槻市営バス 下田部団地口バス停下車

## 著名な出身者
- 大野裕之 - 脚本家・チャップリン研究家。「そこまで言って委員会NP」などでコメンテーター。